# 이은재 (축구 선수)
이은재(李恩宰, 2003년 3월 13일 ~ )는 대한민국의 축구 선수로, 포지션은 수비형 미드필더이다. 현재 K리그2 화성 FC 소속이다.